# NADH:ユビキノン還元酵素 (電位不形成型)
NADH:ユビキノン還元酵素 (電位不形成型) (NADH:ubiquinone reductase (non-electrogenic)) は、NADHからユビキノン（CoQ）へ電子2つを転移させる酸化還元酵素である。II型NADH脱水素酵素(type II NADH dehydrogenase, NDH-2)とも呼ばれる。
NADH + H+ + ubiquinone {\displaystyle \rightleftharpoons } NAD+ + ubiquinol

## 特徴
呼吸鎖において複合体Iと同様の機能をはたすが、プロトン濃度勾配の形成に寄与しない点が大きく異なる。また一般的には、複合体Iの強力な阻害剤であるロテノンによって阻害されないことと、デアミノNADHを基質にできないという特徴がある。

## 分布
生物界に広く分布しており、とくにシアノバクテリア、放線菌、真菌では大部分の種が遺伝子を保有している。一方で偏性嫌気性生物からはほとんど見出されない。原核生物では細胞膜、真核生物ではミトコンドリア内膜の表面に結合している。
長らく哺乳類には存在しないと考えられてきたが、ミトコンドリア内膜のアポトーシス誘導因子はNDH-2活性を持っている事が示されている
。

## 構造
単一のペプチド鎖からなるフラボタンパク質であり、ジヌクレオチド結合モチーフ（ロスマンフォールド）を2つ持っている。N末端のロスマンフォールドは補因子であるFADを結合し、もう一つのロスマンフォールドが基質となるNADHを結合する。キノンはFADを挟んでNADHと反対側に結合すると考えられる。C末端に両親媒性のαヘリックス2つからなる膜結合部位が存在し、これによって生体膜表面に結合する。

## 反応機構
詳細は明らかになっていないが、まずNADHによってFADが還元され、その後FADH2によってキノンが還元されると考えられている。